# Фригійська література

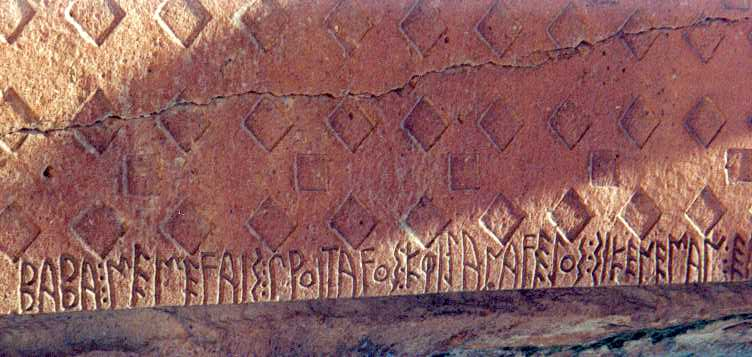
Фригійський напис на могилі Мідаса

Фригійська література — «мала» стародавня література Анатолії (нині Туреччина), яка створювалася фригійською мовою (ізольована мова індоєвропейської родини) і народом фригійців, що емігрували із Балкан в Анатолію.
Тексти засвідчені написами від 800 до Р.Х. до 400 після Р.Х., вони зроблені особливим алфавітом, який споріднений із давньогрецьким. Написи поділяються на дві доби: давньофригійські (8-4 століття до Р.Х., бл. 400 написів) та новофригійські (1-4 століття після Р.Х., бл. 113 написів).
Однак більший слід у літературі лишили не вцілілі фригійські тексти, а легендарні фригійські царі: Гордій, чий Гордієвий вузол розрубав Александр Македонський, та Мідас, що у грецькому міфі перетворював усе на золото доторком своєї чарівної руки.

## Фригія і фригійці

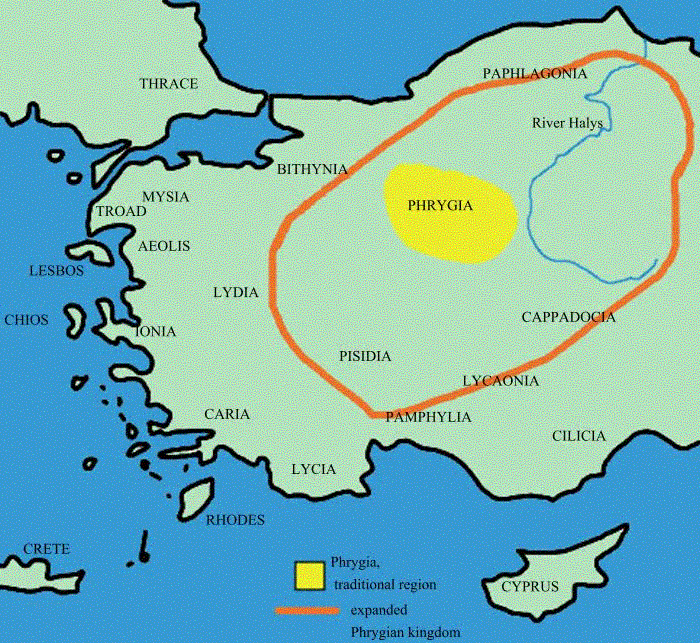
Фригія на Анатолійському півосторові

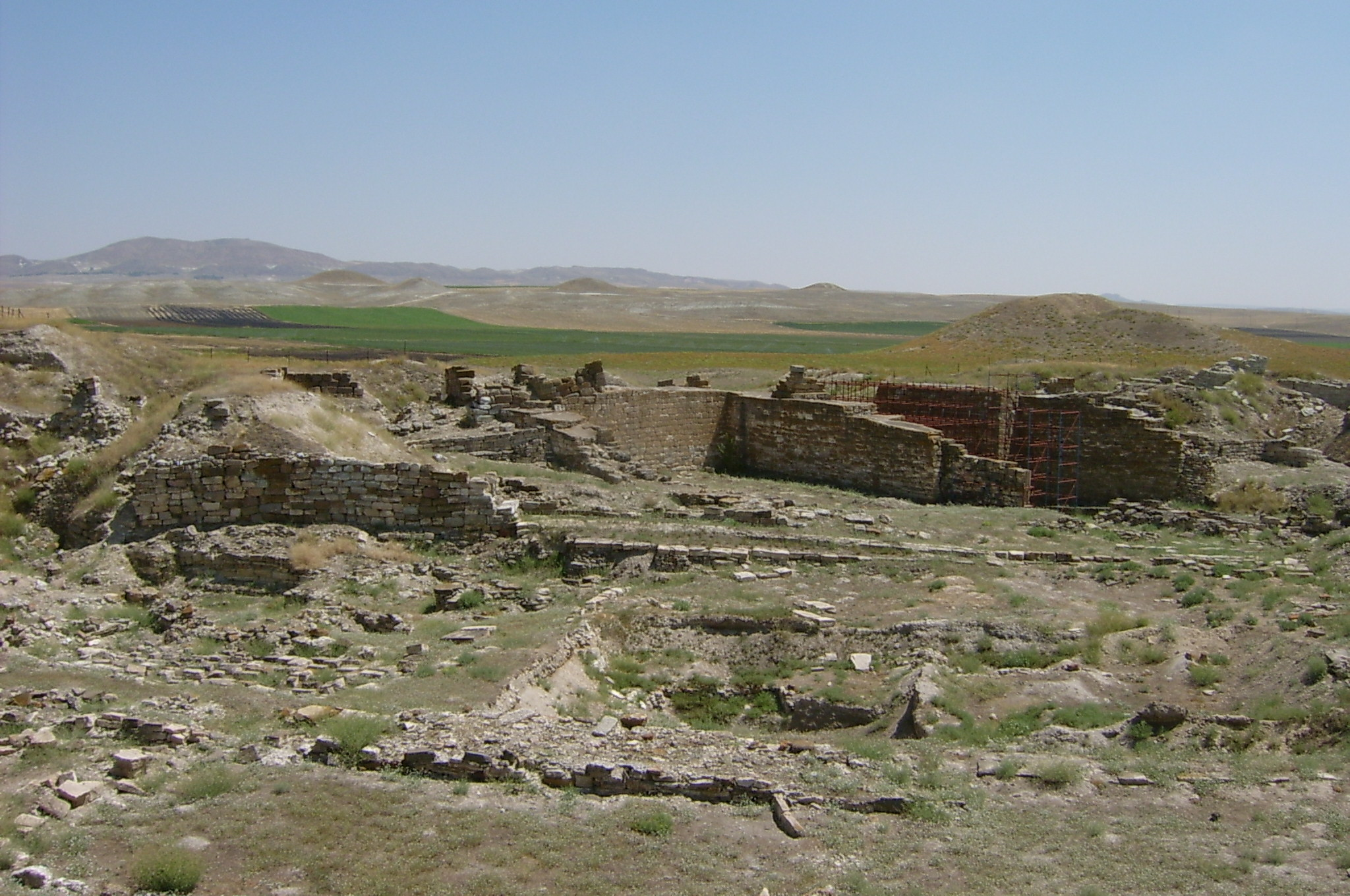
Руїни Гордіона, столиці Фригії

Назви «Фригія» та «фригійці» походять із грецької мови, фригійською назва народу мала би звучати *bruges, що співвідносять із назвою балканського племені бригів. За легендою Геродота, фригійці емігрували в Анатолію з Македонії у часи Троянської війни. Сучасні вчені визначають орієнтовним часом прибуття фригійців 10 століття до Р. Х. Іноді їх асоціюють із народом мушкі, які згадуються в ассирійських текстах.
У другій половині 8 століття до Р.Х. Фригійське царство було незалежною та багатою державою на чолі з легендарним царем Мідасом, але близько 695 року воно було сплюндроване кімерійцями і згодом стало частиною Лідії (7-6 століття до Р.Х.). Після цього Фригія була областю Перської імперії (6-4 століття до Р.Х.), держави Александра Македонського (4 століття до Р.Х.) і Пергамського царства (2 століття до Р.Х.). Після втрати незалежності і процвітання фригійці не зникли, а продовжували культурно впливати на весь регіон. У 133 до Р.Х. Фригія увійшла до складу Римської імперії, спершу як окрема провінція, а потім у складі провінції Азія.
Давня столиця Фригії — Гордіон, де Александр Македонський розрубав знаменитий вузол на шляху в Єгипет. Інші значні міста: Мідас, Даскілеон та Дорілей.

## Мова
Фригійська мова є окремою групою (ізолятом) в індоєвропейській мовній родині, із мовами анатолійської групи (хетською, лувійською, лікійською, лідійською тощо) вона не споріднена, хоча вони існували на одній території (або поруч) і майже в один час. Фригійська найближча до давньогрецької та давньомакедонської мов, однак для об’єднання їх в одну групу матеріалу недостатньо.
У фригійській мові використовувався особливий алфавіт, що, імовірно, походив від давньогрецького. Текст записувався або справа наліво, або бустрофедоном (один рядок справа наліво, а наступний зліва направо і т.д.). Слова відділялися один від одного знаком, що складався з трьох або чотирьох точок. У новофригійський час використовувався грецький алфавіт без поділу на слова. Існує також гіпотеза, що фригійський та давньогрецький алфавіти є нащадками одного алфавіту, який виник у першій половині 8 століття до Р.Х. в Анатолії як адаптація семітського письма.
Через македонське завоювання у 4 столітті до Р.Х. і вторгнення галатів, ареал розповсюдження фригійської швидко зменшився. Також фригійська еліта швидко еллінізувалася і фригійською продовжували користуватися тільки селяни. Існують письмові джерела фригійської до 5 століття після Р.Х., але мова цілком могла проіснувати як усна аж до арабських завоювань 7 століття після Р.Х.

## Корпус текстів
Корпус текстів власне фригійської мови складається з трьох джерел. Близько 400 давньофригійських написів та графіті 8-4 століття до Р.Х., що написані давньофригійським алфавітом. 114 новофригійських написів були записані вже грецьким алфавітом у 1-4 столітті після Р.Х. Третім джерелом є глоси і цитати у давньогрецьких авторів, а також словник Гесихія Александрійського.
Більшість давньофригійських написів походять з північного заходу Фригії. Переважно вони дуже короткі та фрагментарні. Близько 100 зроблені на камінні, а решта на гончарних виробах та інших невеликих об’єктах. Стандартне видання давньофригійських написів здійснено К.Бріксом та М.Леженом (1984), і згодом доповнювалося К.Бріксом.
Новофригійські написи було знайдено у гірській місцевості між Ескішехіром та Конією. Єдиного повного видання не існує, вони розподілені по численним окремим публікаціям.

## Особливості

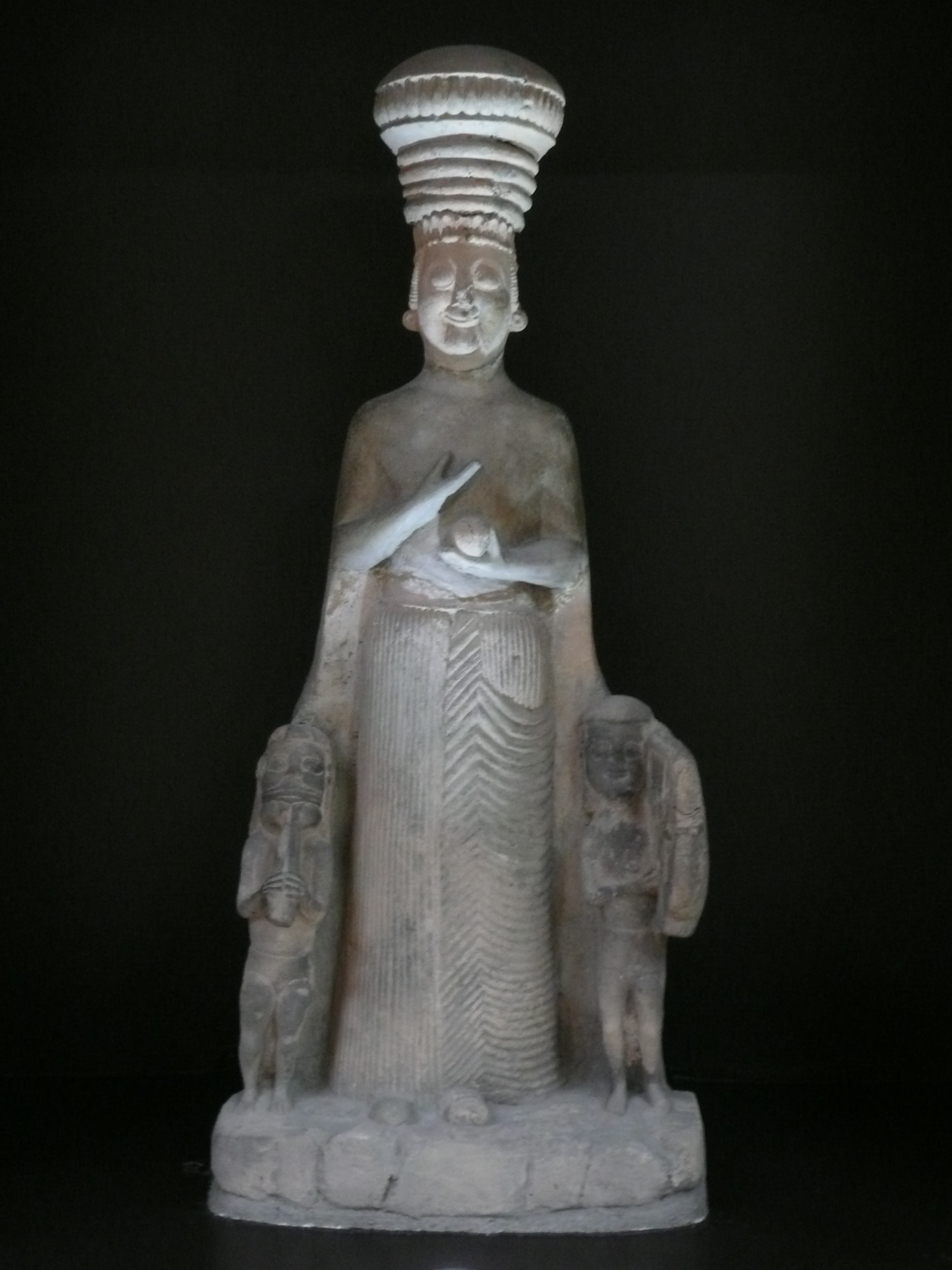
Фригійська статуя богині Кібели

Давньофригійські написи є різними за жанром: культовими текстами, присвятами царю, замовляннями, підписами власників, а також позначками про подарунки. Очевидно, що далеко не все з цього може складати інтерес для літературознавчого аналізу, до того ж далеко не всі написи повністю розшифровані.
Новофригійські написи зазвичай слідують за грецькою епітафією і є прокляттями, що починаються зі слів «хто б не завдав шкоди цій могилі». Зрідка зустрічаються суто фригійські епітафії.
Повноцінних літературознавчих досліджень цих текстів не проводилося, займаються ними переважно лінгвісти.

## Згадки і впливи

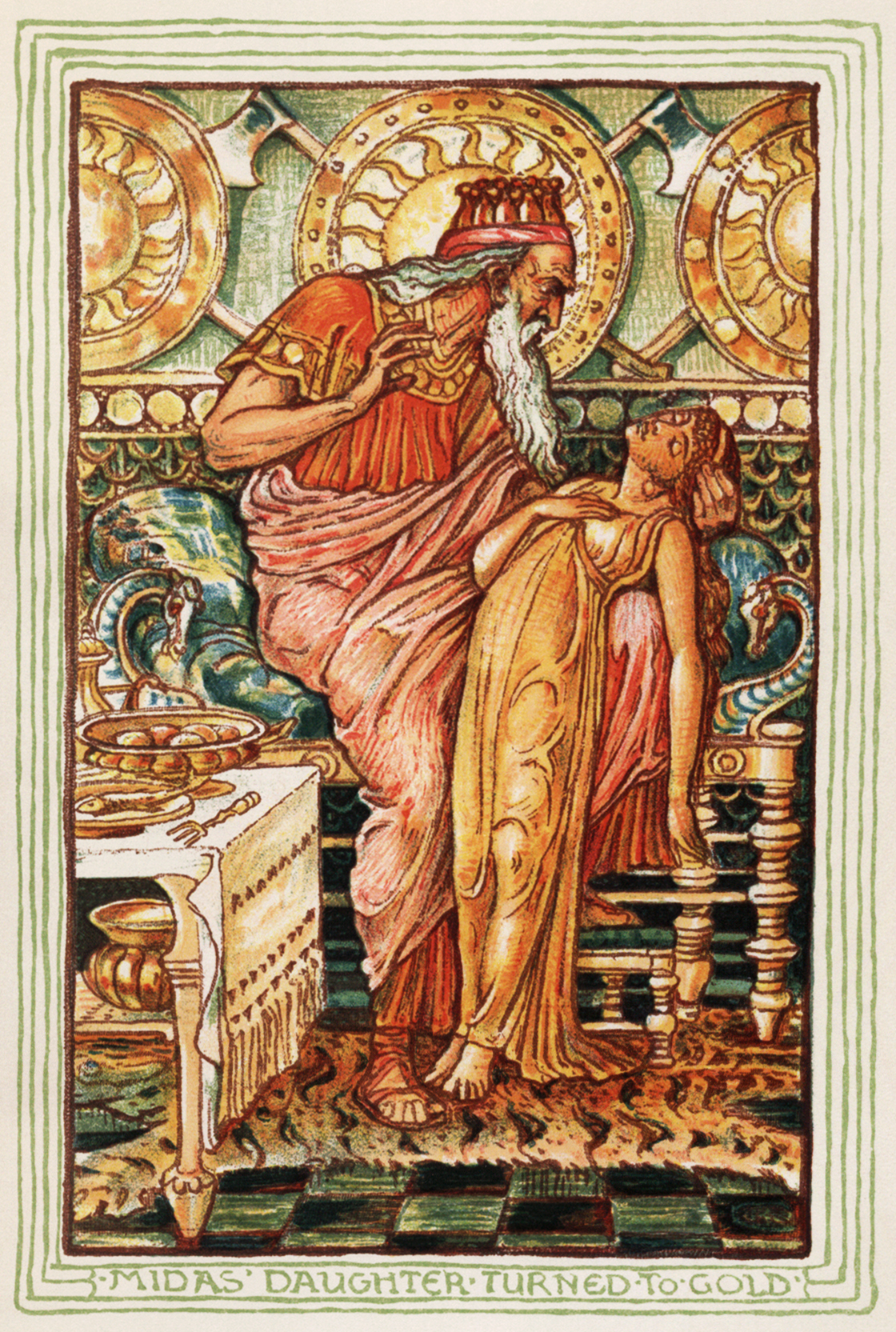
Цар Мідас (ілюстрація 1893 року)

Як і у випадку з лікійською та лідійською літературою, більший інтерес представляють впливи гіпотетичних фригійських сюжетів на давньогрецьку літературу, аніж аналіз знайдених текстів фригійською. Давня Греція мала тісні зв’язки з Фригією, давньогрецькі письменники часто писали про фригійців. Іноді згадували й фригійські літературні твори чи сюжети, питання лише в достовірності цих згадок. Цікаво також, настільки відображення Фригії та фригійців у грецькій літературі має зв’язок із реальною державою і її народом.
Із Фригією пов’язано багато відомих давньогрецьких літературних та міфічних сюжетів. Окрім оповіді про царя Мідаса, рука якого перетворювала все на золото і доля якого закінчилася трагічно, коли він торкнувся власної доньки, а також легенди про те, як Александр Македонський розрубав Гордіїв вузол фригійського царя Гордія, з Фригією також міцно пов’язувався байкар Езоп і міф про сатира Марсія. Аріанський єпископ Сократ мав матір фригійку. Нерідко «фригійський» було синонімом слова «троянський». Однак всі ці сюжети та відомості дуже важко простежити до якихось реальних витоків у фригійській культурі. Греки могли просто приписувати їх цій території.
Фригійці у грецькій літературі представлені неоднозначно. З одного боку, це дуже древній народ, мова якого, можливо, є «першою людською мовою», який асоціюється з якимись особливими релігійними традиціями, магією, чудовою музикою, і отримує певну пошану (можливо через те, що греки зіткнулися з фригійцями у добу найбільшого розквіту їхньої держави). З іншого боку, фригійці часто представляються як дуже боягузливі і водночас жорстокі, тісно асоціюються з рабством. Важко сказати, що з цих уявлень відображає реальний характер цього народу і його культури, а що є просто проєкцією стереотипів, як звично для образів «варварських народів» у грецькій літературі.

### «Фригійські оповідки»
У грецькій літературній традиції існують згадки про якісь фригійські історії або «слова» (logoi), усі з яких докладно аналізуються Дж. Рівзом.
Одне з найбільш ранніх посилань на фригійську літературу є у Діонісія Скітобрахіона (270-220 до Р.Х.), який пише про поему «Фригійці», яку на «архаїчній мові та архаїчним алфавітом» написав поет Тімоїт. Схолія до Аполлонія Родоського з цитатою Лісімаха Александрійського (бл. 200 до Р.Х.) згадує анонімні «Фригійські слова», де містилася генеалогія деяких богів та героїв. Цицерон у праці «Про природу богів» згадує, що існує ще один відомий Геркулес, «єгиптянин, вроджений Нілом, який, як кажуть, укладав фригійські писання», схожі «Фригійські писання» та Геркулеса згадує і Плутарх у «Про Ізіду та Осіріса».
Плутарх також перелічує в одному з діалогів різні релігійні традиції: зороастрійську, орфічну, єгипетську та фригійську, тобто він вирізняє фригійські культові тексти або літературу мудрості окремо, що може свідчити про його знайомство з нею, або про її побутування у той час.
Згадує фригійську релігію та їхні «Слова» і ранньохристиянський письменник Татіан: «Діагор був афінянином, то чому ж ви не мстилися йому, коли він висміював афінські містерії, і, хоч ви читали його фригійські оповідки, чомусь ненавидите нас?» Увесь цей текст є відповіддю на звинувачення християн у безбожності і, судячи з інших літературних паралелей, які наводить Татіан, «Фригійські оповідки» висміювали грецьку релігію та богів. Імовірно, автор цих текстів був невідомий, їх приписували Діагору просто тому, що той був знаний як «атеїст».
«Фригійські слова» згадуються також у Демокріта та Дамаска. Утім, навряд чи у всіх цих свідченнях мова іде про якийсь один твір, оскільки ця назва могла стосуватися будь-якої оповіді, що якимось чином пов’язана з Фригією.
Стосовно змісту цих імовірних текстів, то Дж.Рівз доходить висновку, що їх можна розділити на два типи. Перший тип — це альтернативні генеалогії богів, а також давні грецькі міфи, які інтерпретуються у вигляді історій про земних царів та героїв. Другий тип можна визначити як алегоричні інтерпретації міфів, де надприродне вважається записами про фізичний світ. Це може свідчити як про характер втрачених фригійських текстів, так і про прагнення якихось грецьких авторів, які критично інтерпретували грецьку релігію, «замаскуватися» під стародавніх фригійців (у деяких грецьких текстах фригійська фігурує як «перша мова людей») і подати свої погляди як «давню мудрість». У будь-якому разі, питання «Фригійських оповідок» лишається відкритим.

### Дослідження
- Blažek, Václav. Paleo-Balkanian Languages I: Hellenic Languages // Sborník prací Filozofické fakulty brněnské univerzity N 10. — Brno: Masarykova univerzita, 2005. — s. 15-33. — ISBN 80-210-3784-9;
- Brixhe C. Phrygian // The Ancient Languages of Asia Minor. — New York: Cambridge University Press, 2008. — P. 72.
- Rives, J.B. Phrygian Tales // Greek, Roman and Byzantine Studies 45. — 2005. — P. 223-244.
- Young R. S. Old Phrygian Inscriptions from Gordion: Toward a History of the Phrygian Alphabet // Hesperia. — 1969. — Vol. 38, № 2. — P. 252—296.
- Roller, Lynn. Phrygian Myth and Cult // Source: Notes in the History of Art. — Vol. VII, Nos. 3/4. — P. 43-50.
- Кузьменко, Д. Фригійська література // Δημήτρός γραφεύς. — 9 березня 2018.
- Лигорио О., Лубоцкий А. Фригийский язык // Языки мира: Реликтовые индоевропейские языки Передней и Центральной Азии. — М.: Academia, 2013. — С. 180—195. — (Языки мира). — ISBN 978-5-87444-370-2.

### Тексти
- Brixhe C., Lejeune M. Corpus des inscriptions paléo-phrygiennes. (2. vols.) — Paris, 1984.
- Brixhe C. Corpus des inscriptions paléo-phrygiennes. Supplément I // Kadmos, 2002, Bd. 41.
- Brixhe C. Corpus des inscriptions paléo-phrygiennes. Supplément II // Kadmos, 2004, Bd. 43.
- Haas, O. Die phrygischen Sprachdenkmaler. — Sofia, 1966.